# Reda
Reda là một thị trấn thuộc huyện Wejherowski, tỉnh Pomorskie ở bắc Ba Lan. Thị trấn có diện tích 35 km². Đến ngày 1 tháng 1 năm 2011, dân số của thị trấn là 20959 người và mật độ 600 người/km².